# Philadelphia Spartans
O Philadelphia Spartans foi um time de futebol baseado na Filadélfia, Pensilvânia, que jogou na National Professional Soccer League original. Eles jogaram sua única temporada no Temple Stadium, no norte da Filadélfia. A equipe era propriedade do proprietário do Pittsburgh Steelers, Art Rooney . As cores do time eram marrom e dourado .

## História
Após a temporada de 1967, o NPSL se fundiu com a United Soccer Association para formar a North American Soccer League . Depois que os pedidos para a nova liga unificada para um hiato de um ano foram rejeitados, os Spartans desistiram antes da temporada da NASL de 1968, incorrendo em perdas de $ 500.000.   Muitos jogadores de Spartans - incluindo 1967 NPSL Most Valuable Player, Ruben Navarro, John Best e Peter Short - foram contratados pelo Cleveland Stokers para a temporada de 1968 da NASL.

### ASL
O segundo Philadelphia Spartans foi um clube de futebol americano com sede na Filadélfia, Pensilvânia, que era membro da American Soccer League.